# 阿覽歐虎

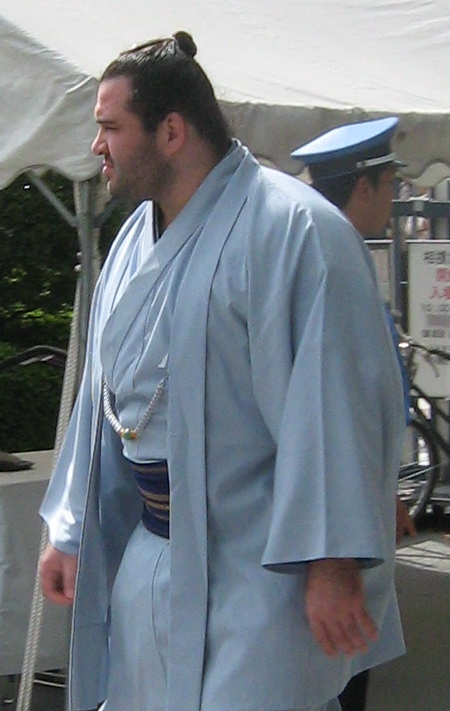

阿覽歐虎（日语：／ Aran Hakutora，1984年1月31日—），原名阿蘭·加巴拉耶夫，俄羅斯出身前大相撲力士。他在2007年1月開始專業相撲生涯，最高位置是東關脇（2010年9月場所），身高187cm、體重156kg、血型O型。所屬的相撲部屋是三保關部屋。

## 生涯
阿蘭出生於蘇聯北奧塞梯-阿蘭共和國的弗拉季高加索，與另外兩位力士左露鵬幸生和白露山在同一地區。他最初是一名業餘摔跤手，贏得了俄羅斯全國青年錦標賽。2006年2月，他在日本埼玉舉行的世界業餘相撲錦標賽中擊敗市原孝行，贏得了公開組冠軍。同年12月，他加入三保關部屋。日本相撲協會規則每個部屋只允許一個外國人，而把瑠都凱斗前往新成立的尾上部屋為他創造了一個機會。
他於2007年1月與山本山龍太一起首次亮相。儘管他在前相撲的7場比賽中只贏了2次，但他在下一場比賽中以7勝0負的完美戰績贏得了上序之口優勝，並在2008年7月時隔一年半達到十兩級別。他成為繼露鵬，白露山和若之鵬之後的第四位俄羅斯關取。（在這三人因使用大麻而被解僱后，阿蘭是唯一剩下的俄羅斯人)。他在2008年11月晉級幕內級。只用了11個場所。
在2009年5月的比賽中，他只取得了10勝4負的成績，阿蘭在他參加的每一場比賽中都保持著勝越的記錄。然而，他連續兩次獲勝，這使他在2009年7月的名古屋場所晉級東前頭筆頭。他在那裡擊敗了大關日馬富士公平，但之後連續三場所負越，在2010年1月場所得10勝5敗的成績，之後3月場所1勝14敗大負越，然而在3月和5月場所連續兩次得敢鬥賞在7月場所晉級東關脇。
在2010年7月場所首次以關脇身份比賽，成為自1984年現任主教練前増位山太志郎接任以來第一位達到相撲第三高排名的三保關部屋成員。他以7勝8負的戰績落敗，他唯一值得注意的勝利是在最後一天對陣年邁的大關魁皇博之。在11月場所降為小結得4勝11敗，之後在2011年9月再次成為小結，以5勝10敗結束，之後的相撲生涯也以前頭級別作賽直到退休。

## 退休
在2013年9月場所的比賽，以東前頭7枚目身份比賽，3勝12敗大負越，同時他的部屋結束被位入春日野部屋，他沒跟從前往選擇退休，新聞發佈會上，他說由於口腔癌的治療，他的身體狀況很差，他已經考慮退休一年半了。在他自己的要求下，迅速為舉行了一個私人的斷髮式，這對於前關脇來說是不尋常的，然後回到俄羅斯成為一名商人。

## 戰鬥風格
根據日本相撲協會紀錄，他的決手最多是右四つ、寄り、押し、吊り。
他被批評在比賽中沒有足夠前進，並且嚴重依賴Henka（變化）和拍打技術。他大約三分之一的勝利是通過hataki-komi（拍打）獲得的，這個數字比大多數其他力士要高得多。

## 個人生活
2009年1月，他宣佈與一位俄羅斯同胞結婚，儘管這對夫婦實際上在2008年7月結婚。他們在2010年1月生了一個兒子。
在2010年1月， 他透露在2008年12月，他接受了口腔癌治療。切除惡性腫瘤的手術很成功，但導致他的體重下降了20公斤.